# Ian McDonald (scrittore)
Ian McDonald (Manchester, 31 marzo 1960) è uno scrittore britannico di romanzi e racconti di fantascienza.

## Biografia
Nato a Manchester nel 1960 da padre scozzese e madre irlandese si è trasferito molto piccolo con la famiglia a Belfast, dove ha vissuto fino ad ora.
Ha venduto il suo primo racconto ad una rivista di Belfast a 22 anni e dal 1987 è uno scrittore a tempo pieno.
Ha vinto alcuni dei più prestigiosi premi del settore oltre ad innumerevoli candidature. Si segnala il premio Philip K. Dick nel 1991 per King of Morning, Queen of Day e il premio Hugo per il racconto La moglie del djinn (The Djinn's Wife).

## Opere

### Desolation Roadseries
- Desolation Road, 1988.[1]
- Ares Express, 2001.[2]

### Serie diChaga
- I confini dell'evoluzione (pubblicato in Gran Bretagna come Chaga e negli Stati Uniti come Evolution's Shore, 1995)
- Kirinya, 1998.

### India nel 2047
- Il fiume degli dei (River of Gods, 2004), candidato al premio Hugo e premio Arthur C. Clarke, vincitore del premio BSFA. Pubblicato in Urania Jumbo 40, 2013, ed. Mondadori. Il fascicolo fa parte degli Urania Speciali, da cui la numerazione, ma è la prima volta che viene usata la dicitura Urania Jumbo, collana che pochi numeri dopo riparte da 1.
- I giorni di Cyberbad (Cyberabad Days, 2009), antologia. Pubblicato in Urania Jumbo 28, 2022, ed. Mondadori.

### Serie dellaEverness
- Terra incognita (Planesrunner, 2011)[3][4]
- Pianeta parallelo (Be My Enemy, 2012)[5][6]
- L'imperatrice del Sole (Empress of the Sun, 2014)[7]

### Serie dellaLuna
- Luna nuova (Luna: New Moon, 2015)[8][9][10] - candidato al premio BSFA award, vincitore Gaylactic Spectrum Award
- Luna piena (Luna: Wolf Moon, 2017)[11]
- Luna crescente (Luna: Moon Rising, 2019)[12][13]
- Luna: Minaccia da Farside (The Menace from Farside, 2019, romanzo breve).[14]
- Il Quinto Dragon (The Fifth Dragon, 2014, racconto).[15]
- Caduta (The Falls: A Luna Story, 2015, racconto).[15]

### Romanzi singoli
- Out on Blue Six, 1989.
- Queen of Morning, King of Day, 1991. Vincitore del premio Philip K. Dick.
- La Terra infranta, (Hearts, Hands and Voices, 1992 ; titolo USA The Broken Land).
- Necroville, 1994 (titolo USA Terminal Café).
- Sacrifice of Fools, 1996.
- Brasyl, 2007. Candidato al premio Hugo, vincitore del premio BSFA;[16] candidato al Warwick Prize for Writing.
- The Dervish House, 2010. Candidato ai premi Hugo e Clarke Award, vincitore del premio BSFA.
- Time Was, 2018.

### Altre opere
(elenco parziale)
- Empire Dreams, 1988 (antologia di racconti).
- Speaking in Tongues, 1992 (antologia di racconti).
- Kling Klang Klatch, 1992 (romanzo a fumetti, illustrato da David Lyttleton).
- Forbici vince carta vince pietra (Scissors Cut Paper Wrap Stone, 1994), romanzo breve.
- The Days of Solomon Gursky, 1998 (romanzo breve).
- Tendeléo's Story, 2000.
- The Old Cosmonaut and the Construction Worker Dream of Mars, 2002 (racconto)
- La moglie del djinn (The Djinn's Wife, 2006), vincitore del premio Hugo per il miglior racconto
- Il circo dei gatti di Vishnu (Vishnu at the Cat Circus, 2009), romanzo breve.